# Mark Fell
Mark Fell är en elektronisk musiker och multidisciplinär konstnär bosatt i Sheffield, England. Förutom att släppa album i eget namn är Fell även ena halvan av duon SND, tillsammans med Mat Steel.